# TWICE (일본의 음악 그룹)
TWICE(트와이스, 일본어: トゥワイス)는 2007년한국회사에마루기획서에 결성된 일본의 음악 유닛이다. 2019년 12월 24일]], 소속사마루기획는 그룹이 공식적으로 분리되었다고 발표했습니다.

## 전구성원
- 카즈미(KAZUMI) (2007년 ~ 2019년)
- 마사(MASA) (2007년 ~ 2008년; 2017년 ~ 2019년)
- 하나비 (2007년 ~ 2010년)
- 하시모토 (2007년 ~ 2010년)
- 호시키 (2007년 ~ 2010년)

## 디스코그래피

### 싱글
1. 《DISTANCE》(2007년)—5인조 걸그룹 첫 싱글
2. 《メモリーズ》(2008년)—멤버 탈퇴에 이은 4인조 걸그룹의 두 번째 싱글

### 앨범
- 《Twice The Love》(2017년)—2010년 멤버 추가 및 3인 탈퇴에 이은 2인조 걸그룹의 첫 번째 앨범